# Női 10 000 méteres síkfutás a 2024. évi nyári olimpiai játékokon
A 2024. évi nyári olimpiai játékokon az atlétika női 10 000 méteres síkfutás döntőjét augusztus 9-én rendezték a párizsi Stade de France-ban. A versenyen a kenyai világcsúcstartó Beatrice Chebet győzött az olasz Nadia Battocletti és a címvédő, holland színekben versenyző Sifan Hassan előtt.
Ez a versenyszám 10. alkalommal szerepelt az olimpiai programban.

## Verseny
Ebben az évben májusban döntötte meg Beatrice Chebet a világrekordot, így a verseny egyik fő esélyesének ő számított. Chebet négy nappal a futam előtt nyerte meg első olimpiai bajnoki címét az 5000 méteres távon. Legfőbb kihívói között a világbajnoki címvédő etióp Gudaf Tsegay-t említették, aki az 5000 méteres táv világcsúcstartója. A mezőnyben ott volt még Sifan Hassan, aki ezen az olimpián három számban is, köztük a maratoni távon is indult, de a formáját nehezen lehetett megítélni, mert ebben a számban 2024-ben még nem vett részt versenyen.
Az utolsó körökben a kenyai futók voltak az élboly elején, Hassan a megszokott taktikáját követve az élmezőny végén futott. Három körrel a vége előtt a kenyai és az etióp futók voltak legelöl a vezető 12 fős csoportban. 800 méterrel a cél előtt még a kenyai Kipkemboi és az etióp Gebreselama volt az első két helyen. A kenyai Rengeruk 300 méterrel a célvonal előtt próbálta átvenni a vezetést, de az élenálló honfitársa ekkor még növelni tudta a tempót annyira, hogy ez ne sikerüljön. Az élboly ekkor nyolc fősre csökkent. Chebet az utolsó kanyarban tudta átvenni a vezetést és a célegyensre fordulva az Európa-bajnoki címvédő olasz Battocletti is megelőzte Kipkemboit. Az utolsó 100 méteren a sokáig élen álló, fáradó kenyait még Hassan is megelőzte, így alakult ki a dobogó sorrendje.

## Rekordok
A versenyt megelőzően a következő rekordok voltak érvényben:
| Világrekord                  | Beatrice Chebet (KEN) | 28:54,14 | Eugene, Amerikai Egyesült Államok | 2024. május 25.     |
| Olimpiai rekord              | Almaz Ayana (ETH)     | 29:17,45 | Rio de Janeiro, Brazília          | 2016. augusztus 12. |
| Világ legjobb idei eredménye | Beatrice Chebet (KEN) | 28:54,14 | Eugene, Amerikai Egyesült Államok | 2024. május 25.     |

## Eredmények
Az időeredmények perc:másodpercben értendők. A rövidítések jelentése a következő:
| - OR: olimpiai rekord - NR: országos rekord - PB: egyéni legjobb eredménye | - SB: 2024-ben az addigi legjobb eredménye - DNS: nem indult a futamon - DNF: nem ért célba |

### Végeredmény
| H     | Név                        | Nemzet           | E        | Mj |
| ----- | -------------------------- | ---------------- | -------- | -- |
| Arany | Beatrice Chebet            | Kenya            | 30:43,25 |    |
| Ezüst | Nadia Battocletti          | Olaszország      | 30:43,35 | NR |
| Bronz | Sifan Hassan               | Hollandia        | 30:44,12 | SB |
| 4     | Margaret Kipkemboi         | Kenya            | 30:44,58 |    |
| 5     | Lilian Kasait Rengeruk     | Kenya            | 30:45,04 |    |
| 6     | Gudaf Tsegay               | Etiópia          | 30:45,21 |    |
| 7     | Fotyen Tesfay              | Etiópia          | 30:46,93 |    |
| 8     | Weini Kelati               | Egyesült Államok | 30:49,98 |    |
| 9     | Karissa Schweizer          | Egyesült Államok | 30:51,99 | SB |
| 10    | Tsigie Gebreselama         | Etiópia          | 30:54,57 |    |
| 11    | Parker Valby               | Egyesült Államok | 30:59,28 |    |
| 12    | Sarah Chelangat            | Uganda           | 31:02,37 |    |
| 13    | Lauren Ryan                | Ausztrália       | 31:13,25 |    |
| 14    | Francine Niyomukunzi       | Burundi          | 31:17,02 | PB |
| 15    | Eilish McColgan            | Nagy-Britannia   | 31:20,51 | SB |
| 16    | Diane van Es               | Hollandia        | 31:25,51 |    |
| 17    | Daisy Jepkemei             | Kazahsztán       | 31:26,55 |    |
| 18    | Gosima Rino                | Japán            | 31:29,48 |    |
| 19    | Kokai Haruka               | Japán            | 31:44,03 |    |
| 20    | Klara Lukan                | Szlovénia        | 31:45,15 |    |
| 21    | Annet Chemengich Chelangat | Uganda           | 31:50,41 | PB |
| 22    | Takasima Juka              | Japán            | 31:52,07 | SB |
| 23    | Megan Keith                | Nagy-Britannia   | 33:19,92 |    |
| –     | Rahel Daniel               | Eritrea          | DNF      |    |
| –     | Alessia Zarbo              | Franciaország    | DNF      |    |